# Визесья
Визесья — река в России, протекает в Пермском крае. Устье реки находится в 234 км по правому берегу реки Колва. Длина реки составляет 49 км.

## Описание
Река берёт начало в западных предгорьях Северного Урала в урочище Кордон Визесья в 20 км к северу от деревни Петрецово. Протекает в северо-восточной части Чердынского района Пермского края. Течёт главным образом в южном и юго-восточном направлениях. Притоки — Малая Визесья, Чёрная Берёзовый (правые); Большой Губан, Гаревка (левые). Впадает в Колву в деревне Петрецово.

## Данные водного реестра
По данным государственного водного реестра России относится к Камскому бассейновому округу, водохозяйственный участок реки — Кама от водомерного поста у села Бондюг до города Березники, речной подбассейн реки — бассейны притоков Камы до впадения Белой. Речной бассейн реки — Кама.
Код объекта в государственном водном реестре — 10010100212111100005805.